# Belvosia canadensis
Belvosia canadensis är en tvåvingeart som beskrevs av Charles Howard Curran 1927. Belvosia canadensis ingår i släktet Belvosia och familjen parasitflugor. Inga underarter finns listade i Catalogue of Life.